# The Hunter's Moon
The Hunter's Moon es una película dramática y de acción estadounidense de 1999 directamente para video dirigida por Richard C. Weinman. Ambientada en las montañas Apalaches, está protagonizada por Burt Reynolds, Keith Carradine y Hayley DuMond. Relativamente desconocida, la película tuvo un estreno teatral limitado en el sur de  y luego se estrenó en video casero.

## Sinopsis
En la era de la Gran Depresión, Turner es un veterano de la Primera Guerra Mundial que está obsesionado no solo por los recuerdos de la guerra, sino también por los disturbios civiles y económicos de la época. Se topa con una hermosa ladera de la montaña llamada Samuels Mountain mientras deambula por las montañas Apalaches. Mientras acampa, conoce a Flo, la hija del tirano terrateniente Clayton Samuels. Flo inicialmente se enfurece con Turner, a quien acusa de espiarla mientras se sumerge desnuda, pero pronto los dos se enamoran perdidamente.
Su floreciente relación se ve amenazada por Samuels, quien se ha vuelto ferozmente protector con Flo después de la muerte de su esposa y mató a varios de sus pretendientes anteriores. También hay oscuros secretos enterrados en la familia Samuels. Flo, que asumió el papel de matriarca, está resentida con Clayton, ya que cree que él hizo trabajar a su madre hasta la muerte. Samuels está amargado con Flo porque ella es la hija ilegítima de su esposa y el juez Tully, un hombre corrupto para quien Samuels busca alcohol ilegal. Mientras tanto, la amante de Samuels, Borlene, también se acuesta con su hijo, el tonto Jackie Lee.
Cuando Turner y Flo aparecen en la tienda de suministros de Samuels, Samuels nota la atracción entre los dos y desaprueba su noviazgo. Mientras Turner intenta convencer a Flo de que se escape con él, Samuels decide terminar su relación por cualquier medio que sea necesario. Coloca trampas alrededor de la montaña, y él y Jackie Lee persiguen a Turner. Turner se ve obligado a recurrir a su experiencia de guerra para eludirlos.

## Producción y lanzamiento
The Hunter's Moon fue la única película que dirigió Richard Weinman, aunque anteriormente había trabajado en otra película de temática rural, Pumpkinhead de 1988. Weinman dijo que quería explorar los temas de «libertad y personas que controlan la vida de otras personas».
La película se distribuyó de forma independiente; al coguionista y coproductor ejecutivo Bill Kemper se le ocurrió la idea de la película y proporcionó la mayor parte de los fondos. Aunque ambientada en las zonas rurales de los Apalaches, la película se rodó en el sur de California. Tenía un presupuesto bajo de menos de $ 10 millones; los cineastas pudieron elegir a Reynolds, que acababa de aparecer en Boogie Nights, porque aún no había recibido la nominación al Premio Óscar al Mejor Actor de Reparto que aumentó enormemente su salario. Suki Mendencevin fue la directora de fotografía de la película, y la soprano Custer LaRue y el grupo folclórico The Baltimore Consort grabaron varias baladas tradicionales de los Apalaches para la banda sonora.
The Hunter's Moon se estrenó en abril de 1999 en 18 cines en Memphis y Nashville en Tennessee y Jacksonville, Florida. Estas fueron efectivamente pruebas; los cineastas esperaban que funcionara lo suficientemente bien en el Sur como para lanzarlo a nivel nacional, como lo habían hecho antes otras películas remotas como Poor White Trash y Girl from Tobacco Row. La recepción de la película, sin embargo, fue tibia, por lo que el lanzamiento nacional esperado nunca sucedió.
En julio de 1999, The Hunter's Moon se lanzó en video. También en 1999, la película se proyectó en la Exposición Internacional de Cine de Long Island en Malverne, Nueva York.
Los actores que interpretan a los protagonistas románticos, Keith Carradine y Hayley DuMond, se conocieron en el plató. Carradine se enamoró de DuMond, varias décadas menor que él, y comenzaron a salir. La pareja se casaría más tarde en 2006.

## Recepción de la crítica
La película recibió críticas mixtas en los mercados regionales. The Commercial Appeal elogió la escenografía y los actores principales. El Florida Times-Union le dio a la película 1 1/2 de 4 estrellas, calificándola de «poco tramada». The Tennessean también notó algunos agujeros en la trama junto con lugares donde el bajo presupuesto era obvio, pero elogió la historia y la actuación de Reynolds.
Tras el lanzamiento del video de la película, Entertainment Weekly le otorgó una calificación F y afirmó que la película generó «risas involuntarias». Sin embargo, la película recibió el Premio del Festival cuando se proyectó en Malverne. El escritor Wayne Byrne, escribiendo 20 años después, lo llamó «uno de los mejores trabajos del final de la carrera de Reynolds».